# BIONIC Hill
BIONIC Hill  — проєкт українського інноваційного парку, складова національного проєкту «Технополіс». Проєкт так і не був втілений через розбіжності між власником проєкту, українським мільйонером Василем Хмельницьким та Київрадою. Засновник парку — бізнесмен Василь Хмельницький.
На території BIONIC Hill передбачалося створення платформи для розвитку бізнесу і забезпечення комфортних умов для роботи і проживання фахівців сфери високих технологій. Пріоритетними галузевими напрямами проєкту були інформаційно-комунікаційні технології, фармацевтика та біотехнології, енергоефективність та енергозбереження.
BIONIC Hill передбачає поєднання бізнесової, освітньої, дослідницької, виробничої, а також соціальної та рекреаційної інфраструктури для близько 35 000 працівників та 12 000 жителів інноваційного містечка.
Ділова інфраструктура об'єкту передбачає створення бізнес-центрів (330 тис. кв. м), сучасного навчально-дослідницького центру, в якому розміститься BIONIC University, високотехнологічної виробничої зони, готелю та конференц-центру. 

## Історія розвитку проєкту

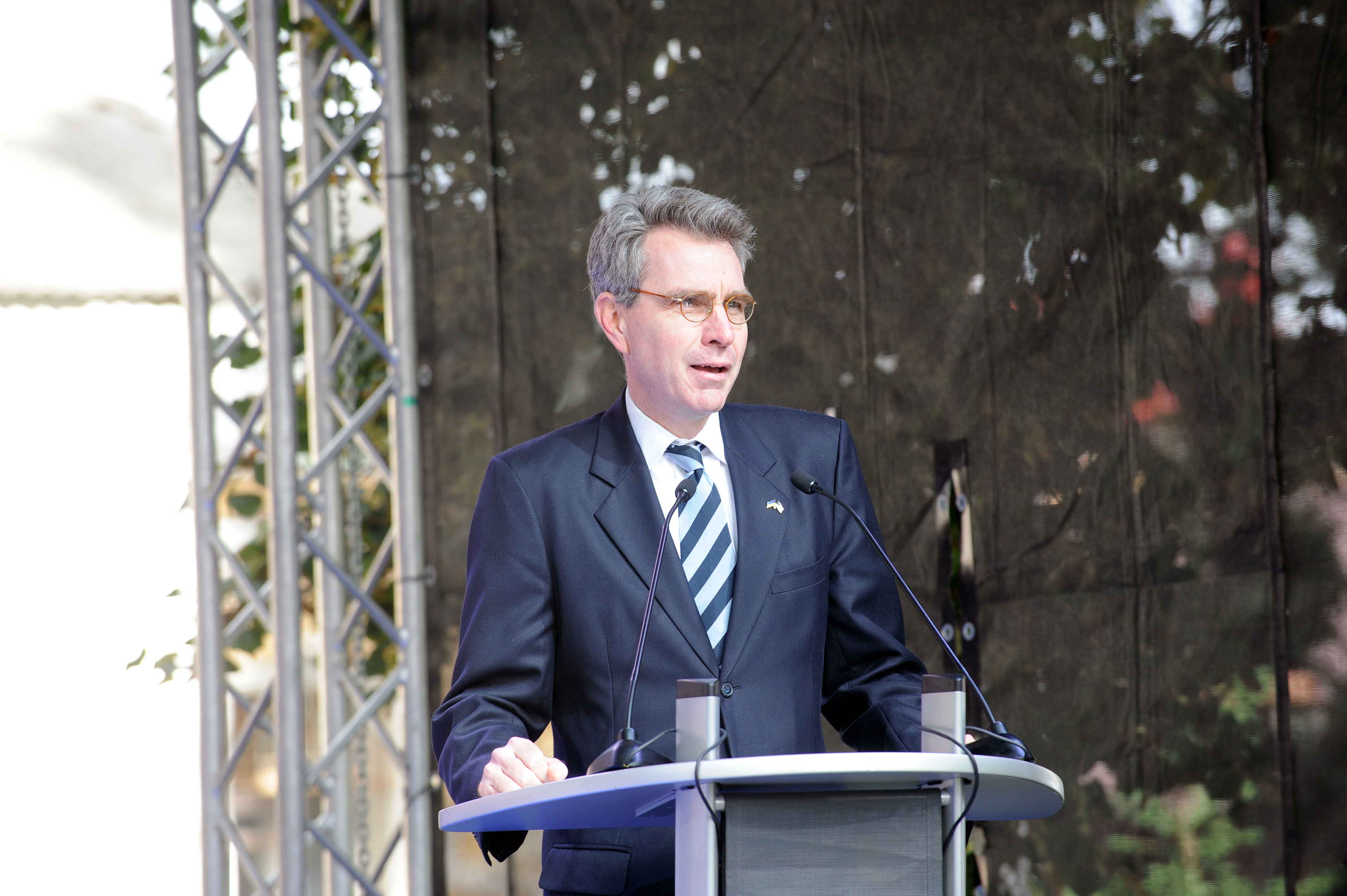
Посол США Джеффрі Пайєтт на відкритті BIONIC University

Проєкт BIONIC Hill було ініційовано у 2011 компанією UDP  — одним із лідерів девелоперського та інвестиційного ринку України, за підтримки Київської міської державної адміністрації. Проєкт на 100 % є приватною ініціативою.
29 березня 2012 — у межах проведення Першого Київського інвестиційного форуму відбулася перша публічна презентація проєкту створення інноваційного парку BIONIC Hill .
7 червня 2012 — компанія UDP підписала двосторонній меморандум з Державним агентством з питань науки, інновацій та інформатизації України з метою об'єднання зусиль для реалізації проєкту BIONIC Hill .
30 липня 2012 — між Київською міською державною адміністрацією та UDP було укладено договір про наміри реалізувати проєкт створення інноваційного парку BIONIC Hill.
3 серпня 2012 — проєкт BIONIC Hill отримав статус складової державного національного проєкту «Технополіс» — створення інфраструктури інноваційного розвитку та високих технологій" .
31 жовтня 2012 — уряд України затвердив попереднє техніко-економічне обґрунтування національного проєкту «Технополіс» .
24 листопада — 2 грудня 2012 — у рамках роуд-шоу, організованого за підтримки Державного агентства з інвестицій та управління національними проєктами України та Київської міської державної адміністрації, проєкт BIONIC Hill було презентовано у Стенфордському університеті (Каліфорнія), Вашингтоні, Чикаго та Торонто .
16 квітня 2013 — заснування першого українського грантового фонду у галузі інформаційних технологій Global Technology Foundation (GTF). Фонд заснований венчурними фондами Runa Capital, TA Venture, Almaz Capital та інноваційним парком BIONIC Hill.
27 вересня 2013 року — офіційне відкриття першого відкритого міжкорпоративного ІТ-університету BIONIC University, освітньої ініціативи BIONIC Hill.
Як заявив засновник інноваційного парку Василь Хмельницький, собівартість проєкту склала $ 800 за квадратний метр, і щоб забезпечити прибуток, оренда приміщень повинна становити не менше $ 15 за квадратний метр. Станом на квітень 2017 року проєкт так і не вдалося реалізувати.

## Заплановане розташування
BIONIC Hill розташовано на місці колишнього військового містечка № 136, на ділянці загальною площею 147 га у Святошинському районі міста Києва[джерело?]. 